# Clohars-Carnoët
Clohars-Carnoët è un comune francese di 4 155 abitanti situato nel dipartimento del Finistère nella regione della Bretagna.

## Società

### Evoluzione demografica
Abitanti censiti